# Maorineta ambigua
Maorineta ambigua är en spindelart som beskrevs av Alfred Frank Millidge 1991. Maorineta ambigua ingår i släktet Maorineta och familjen täckvävarspindlar. Inga underarter finns listade i Catalogue of Life.